# Acacia loderi
Acacia loderi är en ärtväxtart som beskrevs av Joseph Henry Maiden. Acacia loderi ingår i släktet akacior, och familjen ärtväxter. IUCN kategoriserar arten globalt som nära hotad. Inga underarter finns listade i Catalogue of Life.